# 和上町
座標: 北緯34度44分14.7秒 東経135度20分16.7秒 / 北緯34.737417度 東経135.337972度

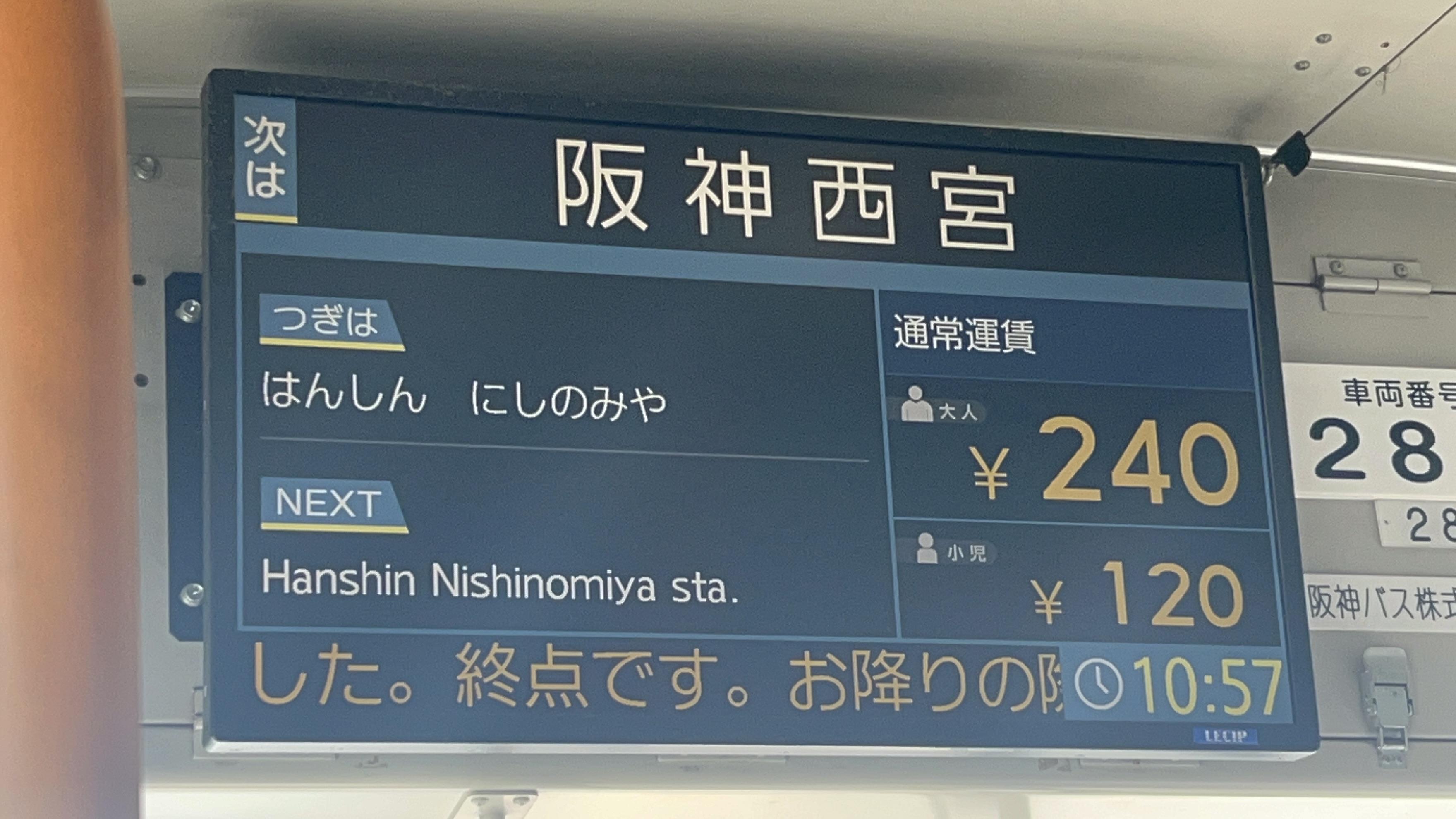
阪神バス阪神西宮停留所案内

和上町（わじょうちょう）は、兵庫県西宮市にある町丁。郵便番号は662-0971。

## 地理
東は六湛寺町に接する。西は産所町に接する。北は田中町、南は平松町と接する。

## 交通

### 鉄道
阪神が通っていて駅がある。またJR、阪急は当町内を通っていない。
- 阪神本線
  - -西宮駅[注 1]-

### バス
| 路線名       | 業者     | 起点     | 町内の停留所             | 終点       |
| ------------ | -------- | -------- | ------------------------ | ---------- |
| 尼崎西宮線   | 阪神バス | 阪神西宮 | 阪神西宮-(六湛寺町)      | 阪神尼崎   |
| 西宮団地線   | 阪神バス | 阪神西宮 | 阪神西宮-(六湛寺町)      | (環状)     |
| 西宮北口線   | 阪神バス | 阪神西宮 | 阪神西宮-(六湛寺町)      | 西宮北口   |
| 西宮神戸線   | 阪神バス | 阪神西宮 | 阪神西宮-西宮戎-(神楽町) | 神戸税関前 |
| 西宮甲子園線 | 阪神バス | 阪神西宮 | 阪神西宮-(六湛寺町)      | 阪神甲子園 |
| 西宮山手線   | 阪神バス | (環状)   | (常磐町)-西宮戎-(田中町) | (環状)     |
| 鷲林寺線     | 阪神バス | (環状)   | (常磐町)-西宮戎-(田中町) | (環状)     |
| 鷲林寺線     | 阪神バス | (環状)   | (神楽町)-西宮戎-(田中町) | (環状)     |

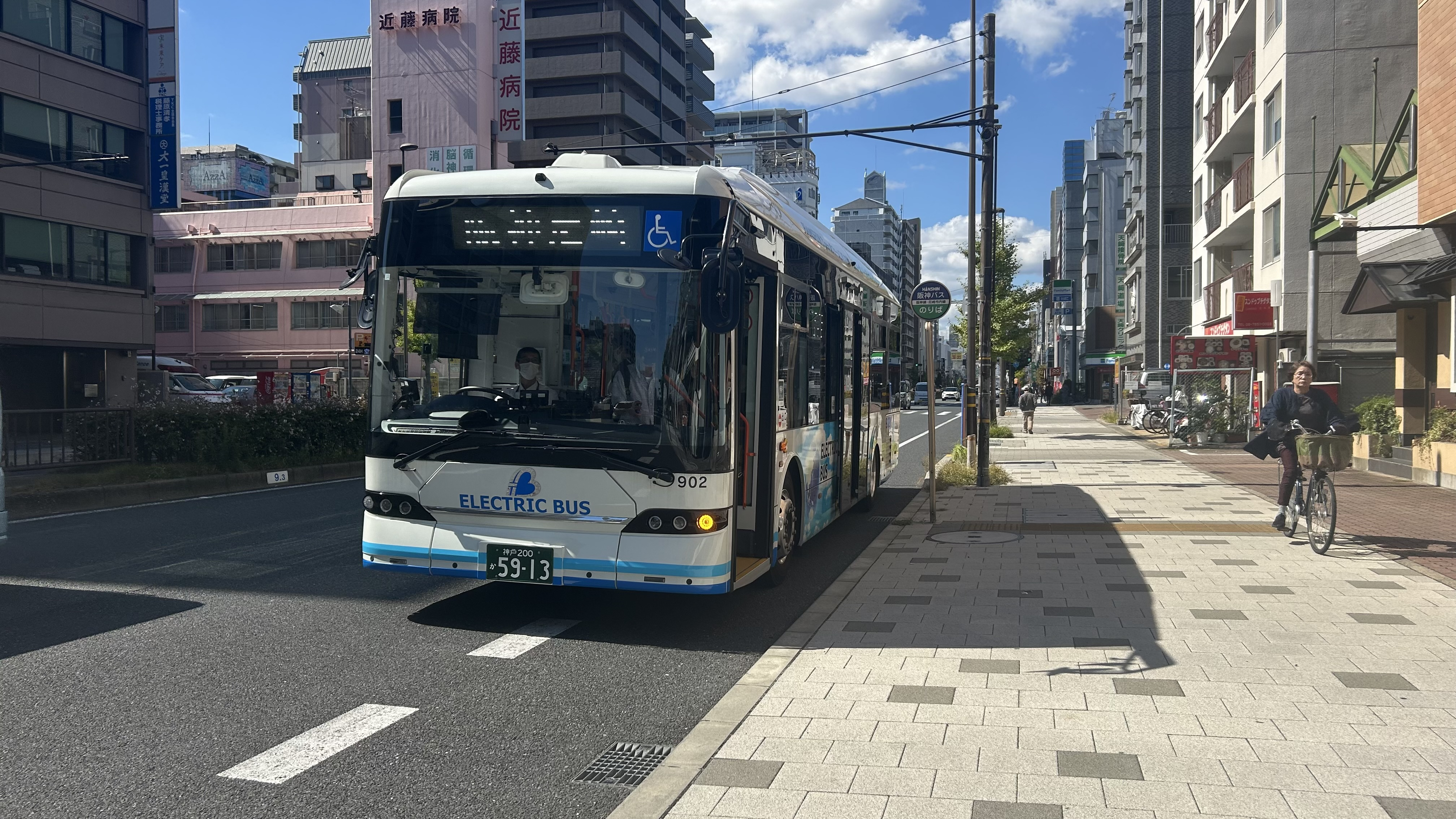
尼崎西宮線
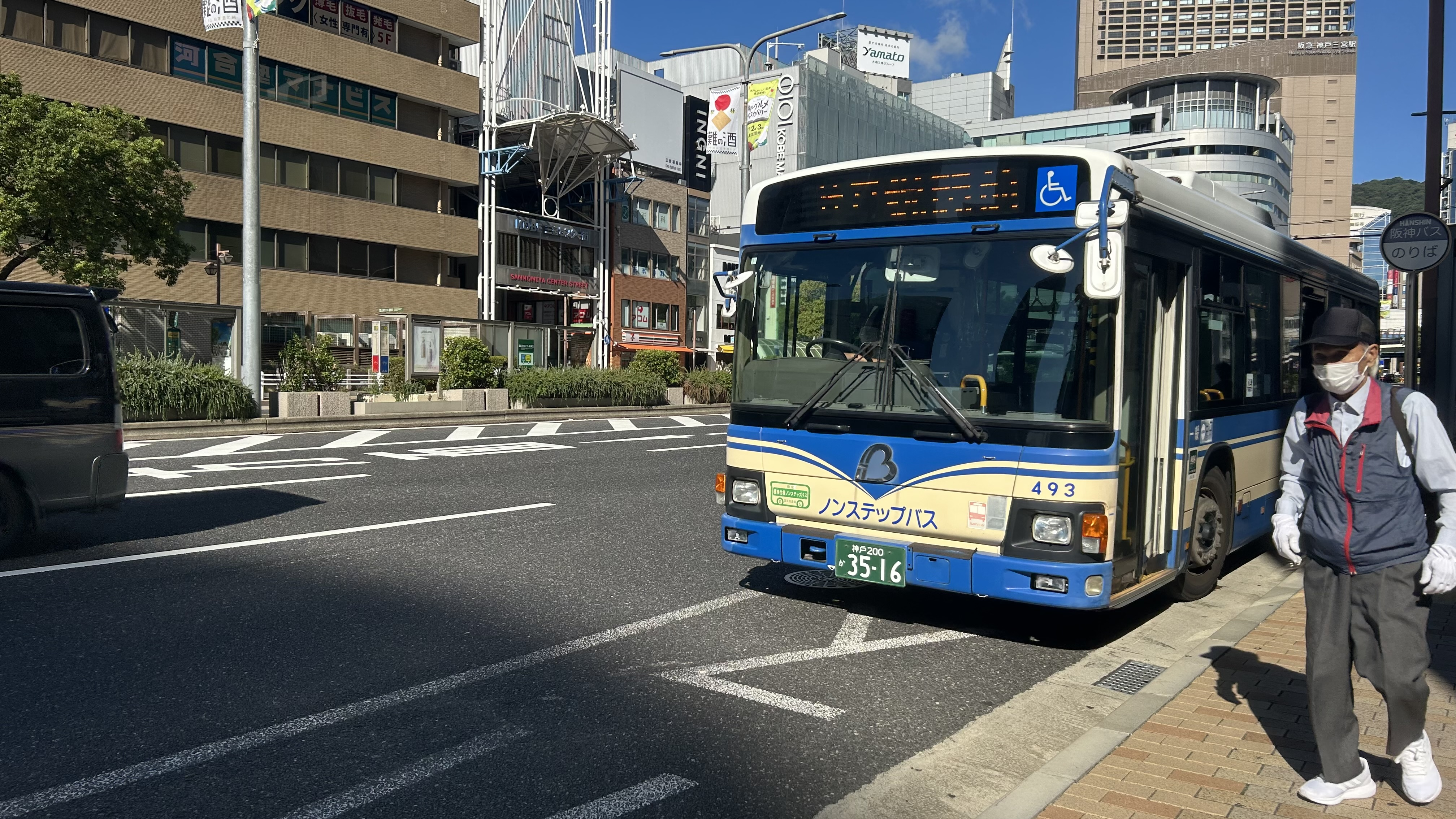
西宮神戸線
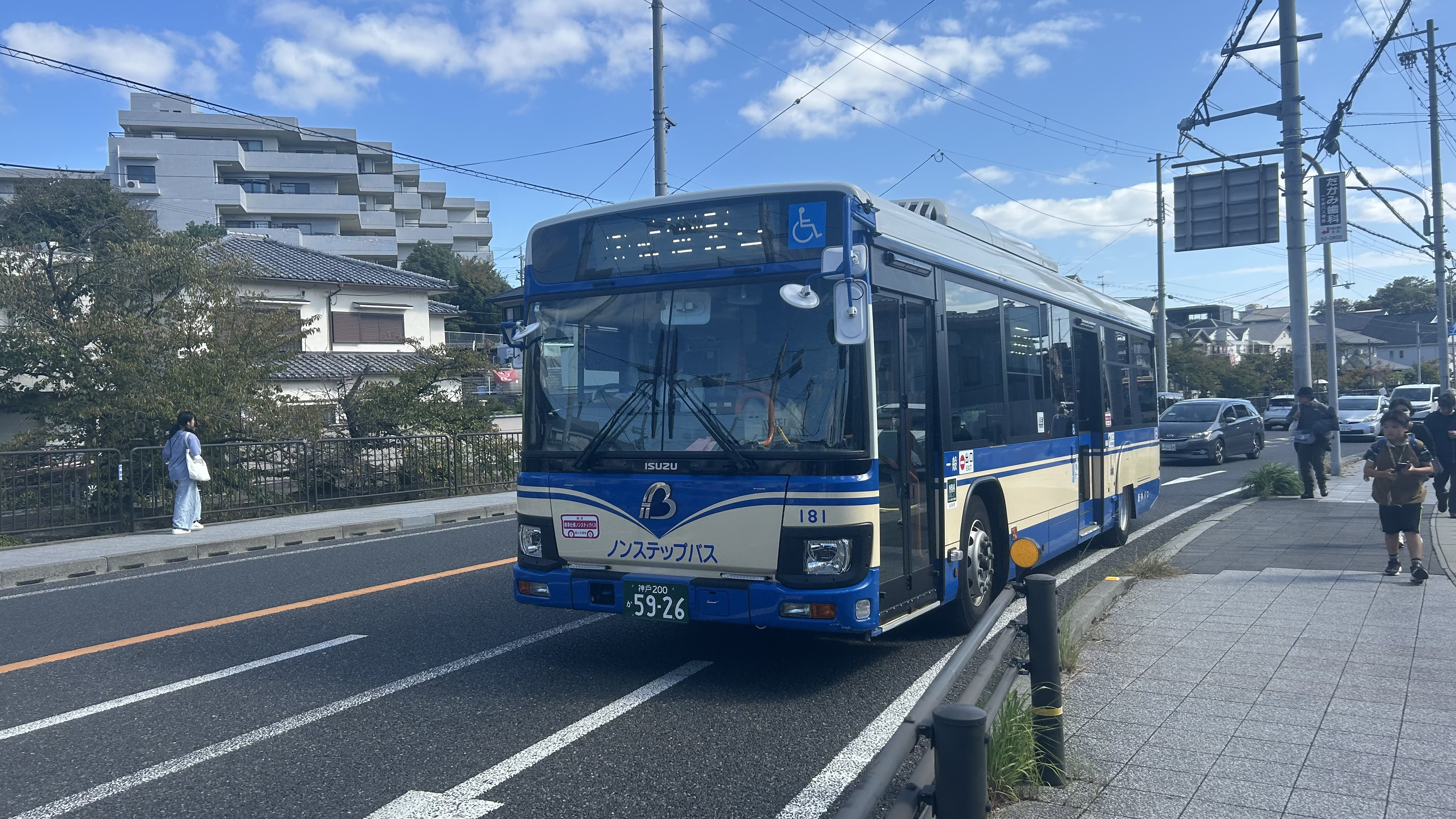
西宮山手線
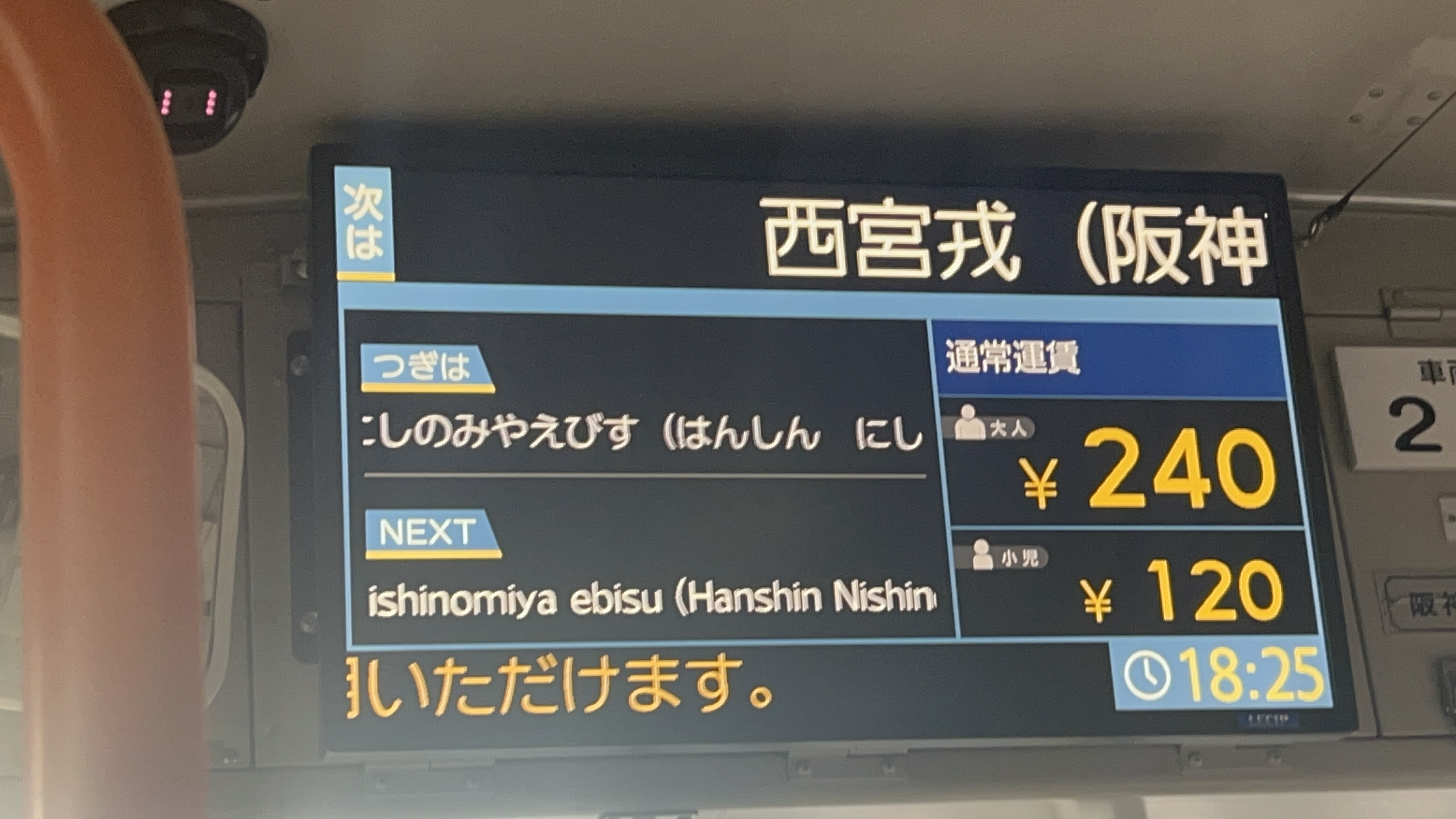
阪神バス西宮戎停留所案内

## 校区
| 番地 | 小学校     | 中学校     |
| ---- | ---------- | ---------- |
| 1    | 浜脇小学校 | 浜脇中学校 |
| 2    | 浜脇小学校 | 浜脇中学校 |
| 3    | 浜脇小学校 | 浜脇中学校 |
| 4    | 浜脇小学校 | 浜脇中学校 |
| 5    | 安井小学校 | 大社中学校 |
| 6    | 浜脇小学校 | 浜脇中学校 |
| 7    | 浜脇小学校 | 浜脇中学校 |
| 8    | 浜脇小学校 | 浜脇中学校 |

## 施設
- 阪神バス西宮営業所
- 西宮郵便局